# 7690 Sackler
7690 Sackler este un asteroid din centura principală de asteroizi.

## Descriere
7690 Sackler este un asteroid din centura principală de asteroizi. A fost descoperit pe 25 martie 1971 la Observatorul Palomar de Cornelis Johannes van Houten, Ingrid van Houten-Groeneveld și Tom Gehrels. Asteroidul prezintă o orbită caracterizată de o semiaxă mare de 2,63 ua, o excentricitate de 0,22 și o înclinație de 4,0° în raport cu ecliptica.